# Omiodes surrectalis
Omiodes surrectalis là một loài bướm đêm trong họ Crambidae.